# Botschafter in Moskau
Botschafter in Moskau (Originaltitel: Mission to Moscow) ist ein US-amerikanischer Spielfilm aus dem Jahr 1943 unter Regie von Michael Curtiz. Er wurde in der Zeit der Anti-Hitler-Koalition gedreht und gilt als der erste große Hollywood-Film, der den Stalinismus äußerst vorteilhaft darstellt.

## Handlung
Botschafter in Moskau beruht auf den Erinnerungen des ehemaligen US-amerikanischen Botschafters in Moskau, Joseph E. Davies. Die Handlung spielt vor allem in der Sowjetunion vor dem Ausbruch des Zweiten Weltkriegs. Insbesondere die Moskauer Schauprozesse werden als berechtigt und notwendig präsentiert. Der deutsch-sowjetische Nichtangriffspakt wird aus der Sicht der Sowjetunion als einfacher Neutralitätsvertrag dargestellt und die sowjetische Invasion Finnlands erscheint gerechtfertigt.

## Entstehung
Der Film wurde im Zweiten Weltkrieg auf direkte Anweisung von Franklin Delano Roosevelt hin gedreht. Der Film zeigte die Sowjetunion in einem derart positiven Licht, dass er Jahre später vom Komitee für unamerikanische Umtriebe als wichtiger Beleg für die kommunistische Unterwanderung Hollywoods zitiert wurde. Der Drehbuchautor Howard Koch kam aufgrund des Films auf die „Schwarze Liste“ und verlor jede Chance auf weitere Beschäftigung in der US-amerikanischen Unterhaltungsindustrie. Koch, selber politisch links, aber kein Kommunist, wollte das Drehbuch zunächst nicht schreiben und war erst auf massiven Druck seitens der Regierung und des Filmstudios Warner Brothers dazu bereit.

## Aufführung auch in der Sowjetunion
Im Mai 1943 fand in Moskau bei einem Festmahl ein Treffen zwischen der sowjetischen Führung und amerikanischen Abgesandten statt – unter ihnen auch der US-Botschafter. Dabei war als Sondergesandter auch der frühere Botschafter Joseph E. Davies. Er brachte eine Kopie des Hollywoodfilms mit sich, die sich Stalin und seine Staatsführer zusammen mit den Amerikanern ansahen. Da der Film die Politik und die Verhältnisse in der Sowjetunion sehr positiv darstellte – so rechtfertigte der Streifen z. B. die stalinistischen Schauprozesse –, wurde er danach als erster amerikanischer Film mehrere Jahre ohne Beschränkungen in der Sowjetunion gezeigt.

## Kritik
„Der unerträglich dümmliche, pathetische und quälend lange Film steht ganz im Zeichen seines Helden, der wie ein Comic-Verschnitt von Parzival und Don Quichote durch die politische Landschaft tapert. Kein Drehbuchautor, der seinen Job behalten wollte, hätte sich eine solch hanebüchene Geschichte ausdenken dürfen.“

## Auszeichnungen
Carl Jules Weyl und George James Hopkins wurden 1944 für den Oscar in der Kategorie Bestes Szenenbild (s/w) nominiert.

## Zitate im Film
- Wenigstens eine europäische Nation ohne eigene aggressive Absichten ist bereit für was auch immer kommen mag. (Botschafter Davies über die Sowjetunion)
- Die Armee wird gestärkt, wenn sie von den Verrätern gesäubert wird. (über die Moskauer Schauprozesse)